# الیاف شیشه
از مهم‌ترین ویژگی‌های این الیاف می‌توان به مقاومت کششی بالا و وزن کم و همچنین قیمت کمتر نسبت به الیاف کربن در بازارهای جهانی اشاره کرد.

## انواع اشکال موجود

### نخ (yarn)

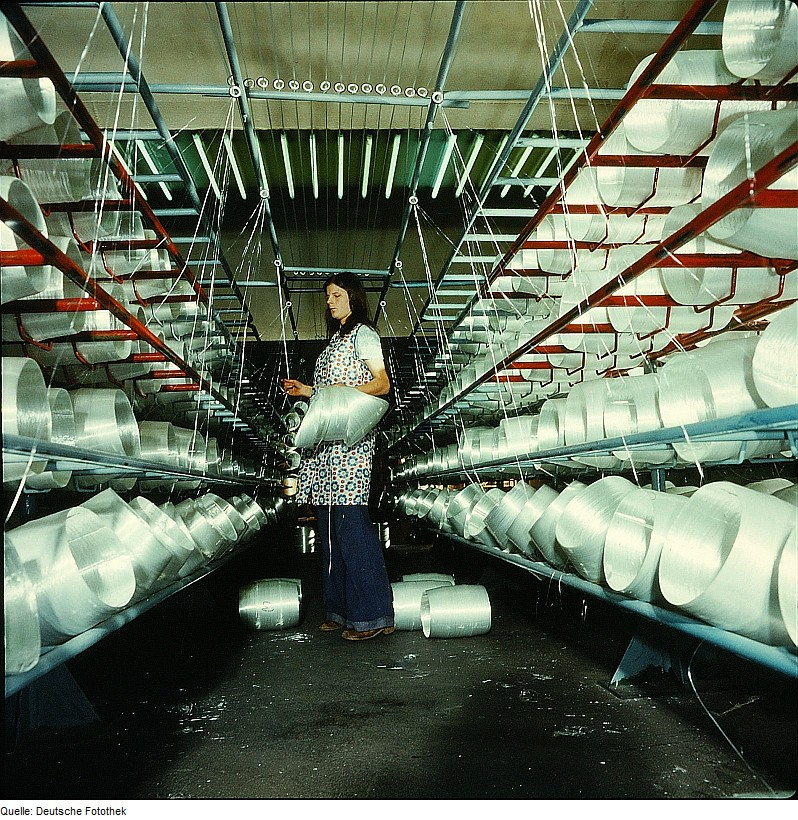
الیاف نخی

رشته‌هایی با قطری یکسان که به‌طور حدودی بین ۴ تا ۱۳ میکرون به هم پیچیده می‌شوند تا نخ تولید شود. نخ‌هایی با وزن‌های متنوع با تکس ۵ الی ۴۰۰ در بازار ارائه می‌شوند . تکس واحد نام‌گذاری وزنی آن‌ها یعنی وزن به گرم به ازای ۱۰۰۰ متر طول است یا معادل کاربردی آن دنیر یعنی وزن به پوند به ازای ۱۰۰۰۰ یارد طول می‌باشد. 

### رشته‌ای(Roving)

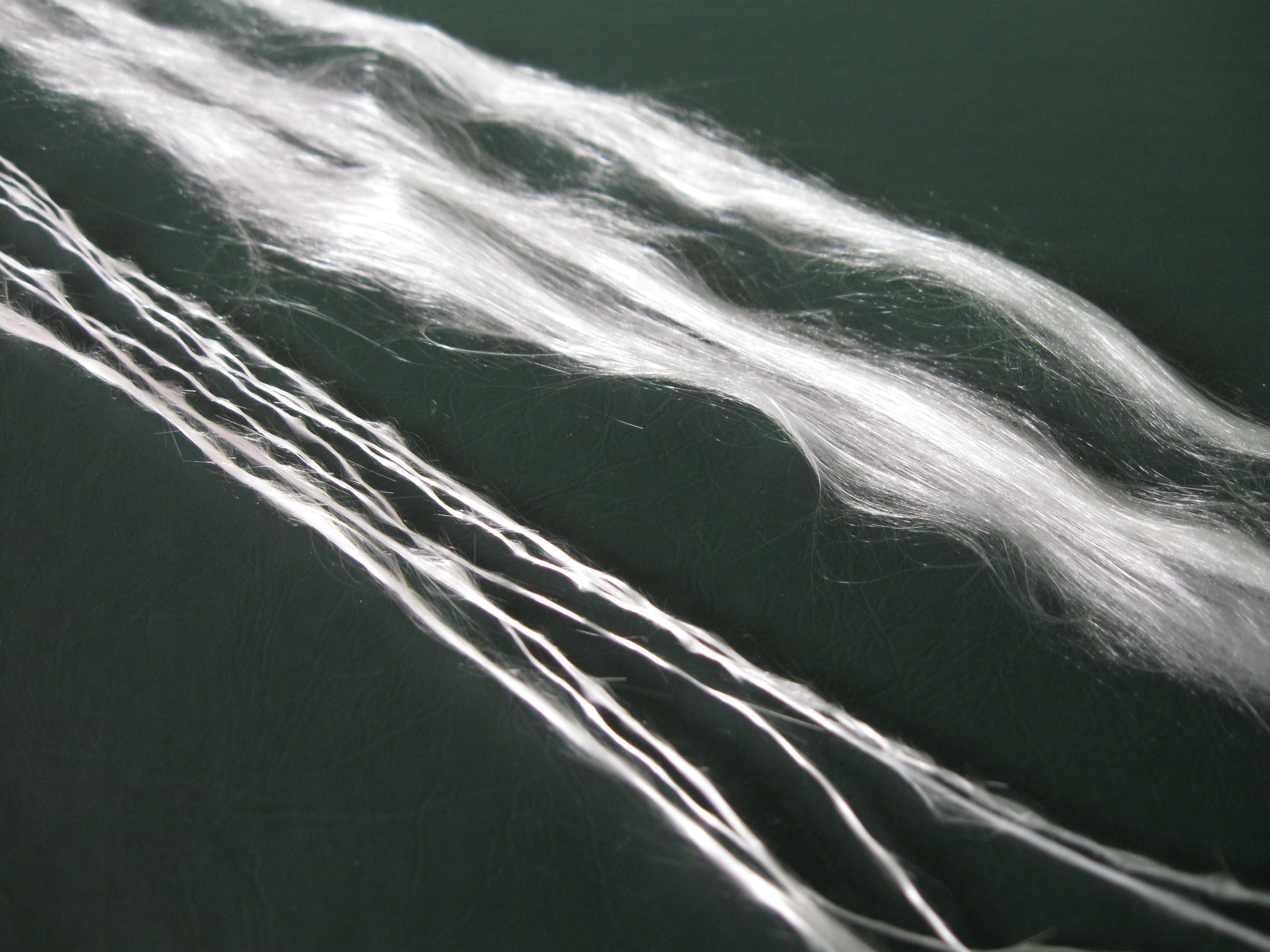
الیاف رشته‌ای

دسته‌ای از رشته‌ها با قطرهای مشابه ( ۱۳- ۲۴ میکرون) را که به صورت آزاد در کنار هم قرار بگیرند به آن‌ها نیمتاب می‌گویند. نیمتاب‌ها در وزن‌های ۳۰۰ الی ۴۸۰۰ تکس در بازار وجود دارند. دو نوع نیمتاب‌های مستقیم و نیمتاب‌های مجتمع شده وجود دارند. در نیمتاب‌های مستقیم مجموعه‌ای از رشته‌ها بعد از ذوب به وجود می‌آیند و در صورتی که در فرایند تولید، چند دسته رشته به‌طور جداگانه کنار هم دسته‌بندی شوند نیمتاب‌های مجتمع شده تولید می‌شوند. در این نیمتاب‌ها رشته‌ها قطر کمتری نسبت به نیمتاب مستقیم دارند. این قطر کم در مجموع مساحت خیس‌شدگی را بالاتر برده و رزین بیشتری را در هنگام ساخت جذب می‌کند و باعث افزایش خواص مکانیکی کامپوزیت می‌شوند. ساخت این نوع نیمتاب دشوارتر بوده که در انتها باعث بالا رفتن قیمت آن می‌شود. 

### پارچه‌ای دو جهته
در انواع بافت‌های ساده ، ساتینی و غیره(woven)، الیاف دو جهته، با مقاومت بسیار بالایی وجود دارند که الیاف آن‌ها در دو جهت عمود برهم صفر درجه و نود درجه قرار گرفته‌اند. از مهم‌ترین ویژگی‌های بارز این دسته از الیاف علاوه بر مقاومت کششی بالای آن‌ها می‌توان به وزن کم و مقاومت در برابر انواع شرایط محیطی و محیط‌های اسیدی اشاره نمود. امروزه الیاف دو جهته در زمینه‌ها و صنایع مختلفی از جمله ساخت قطعات خودرو و هواپیما، ساخت تجهیزات ورزشی، ساخت بدنه کشتی و… استفاده می‌شود اما مهم‌ترین محل مصرف و کاربرد الیاف شیشه دو جهته را می‌توان استفاده در صنعت مقاوم‌سازی و آب‌بندی ذکر کرد که برای مقاوم‌سازی ساختمان‌ها و سازه‌های صنعتی، مقاوم‌سازی پل‌ها، مقاوم‌سازی لوله‌ها و مخازن فولادی و بتنی، به‌سازی لرزه‌ای ساختمان‌ها و… به کار می رود. الیاف شیشه دو جهته به دلیل مقاومت در برابر عوامل خورنده کاربرد بسیاری به عنوان پوشش حفاظتی در صنایع مختلف می‌شود، همچنین به سبب عایق الکتریکی بودن این الیاف، از آن در زمینه‌های مختلفی که به عایق‌های حرارتی با مقاومت و دوام بالا نیاز است استفاده می‌شود.

### سوزنی و نمدی(CSM)
شکل دیگری از الیاف مورد استفاده نمدهای الیاف پیوسته می‌باشند که در آن‌ها الیاف پیوسته با آرایش اتفاقی نمد درست می‌گردد. این شکل از الیاف مناسب قرار‌گرفتن در قسمت‌های تیز و کنج قالب هستند و در این حالت الیاف آن نمی‌شکنند. برای ثابت نگه داشتن الیاف در کنار هم از بایندر binder استفاده می‌شود و به همین علت آرایش اتفاقی الیاف در نمد حفظ می‌شود. بایندر با توجه به کاربرد مواد انتخاب می‌شود و نوع آن در دوام  قطعه‌ی کامپوزیتی مؤثر است. برای ساخت قالب کامپوزیتی و استحکام قطعات از نمد الیاف شیشه یا نمد سوزنی شیشه استفاده می‌شود. این الیاف به‌طور پراکنده و کاملا نامنظم در جهات اتفاقی روی هم قرار گرفته‌اند، بنابراین استحکامی در همه جهات به قطعات می‌دهند و در ساخت قایق‌ها و لنج‌ها، وان، پنل‌ها و … استفاده می‌شود.

### نواری(UNI)
الیاف تک جهته که دارای وزن کم و مقاومت بالا بوده و جهت قرارگیری الیاف در آن در راستای صفر درجه است یکی از انواع الیاف می‌باشد. از الیاف تک جهته در زمینه‌ها و صنایع مختلفی استفاده می‌شود که بیشترین استفاده و کاربرد آن در صنعت ساختمان است که برای مقاوم‌سازی ساختمان‌ها و سازه‌های صنعتی، مقاوم‌سازی انواع لوله‌ها و مخازن، حفاظت از اجزای مختلف در شرایط محیطی خورنده و … استفاده می‌شوند. این الیاف همچنین در صنایع دیگری مانند ساخت قطعات خودروها و هواپیماها، ساخت تجهیزات ورزشی و… بسیار کاربرد دارند. فیبر شیشه تک جهته در مقایسه با فیبر کربن تک جهته دارای مقاومت کمتر و در عین حال قیمت کمتری نیز هستند که باعث فروش بیشتر الیاف شیشه نسبت به الیاف کربن در بازارهای جهانی می‌باشد.

### بافت‌های 3 بعدی
به صورت سه بعدی یعنی ترکیبی از سوزنی، پارچه‌ای زاویه‌‌دار و رشته‌ای(پارابیم و پاراتانک و …) هستند. این بافته‌های سه بعدی به راحتی با انواع رزین آغشته شده و به سادگی و سرعت به ارتفاع از پیش تعیین شده رسیده و ساختار ساندویچی یکپارچه ایجاد می‌کنند که به علت بافته‌شدن یکپارچه مغزی و لایه‌های دو طرف در فرایند تولید است. این ساختار علاوه بر ایجاد خواص مکانیکی بالا در سازه‌های کامپوزیتی، سبب سبکی قابل توجهی نیز در این محصولات می‌باشند. از مزایای دیگر این محصولات شکل‌پذیری و فرایند آسان و سریع و عدم جدا‌شدن لایه‌های دو طرف از مغزی را می‌توان نام برد. ضخامت این الیاف 3 الی 22 میلی‌متر بوده که در دو نوع Paraglass و Paratank می‌باشد و برای تولید ساختارهای ساندویچی در صنایع ساختمانی مانند پانل‌های جداکننده، تولید مخازن دوجداره با امکان قرار دادن نمایشگر نشتی، صنایع حمل و نقل دریایی، هوایی و زمینی و کاربردهای بسیار متنوع دیگر مورد استفاده قرار می‌گیرد.

## مزایای الیاف شیشه
از مزایای اصلی الیاف شیشه می‌توان به موارد زیر اشاره کرد:
- مناسب بودن قیمت آن نسبت به سایر الیاف
- فروش بالای الیاف شیشه و در نتیجه در دسترس بودن انواع مختلف آن
- استحکام کششی بالای الیاف شیشه
- عایق الکتریکی خوب یا به عبارت دیگر نارسانایی الیاف شیشه
- مقاومت شیمیایی بالای الیاف شیشه و مناسب برای محیط های مستعد خوردگی
- مقاومت مناسب حرارتی

## معایب الیاف شیشه
معایب فیبر شیشه‌ای در مقایسه با سایر الیاف به شرح زیر است:
- مدول کششی پایین‌تری که الیاف شیشه نسبت به الیاف کربن دارند سبب می‌شود تا مهندسین سازه جهت مقاوم‌سازی ساختمان‌ها رغبت به استفاده از الیاف کربن به جای الیاف شیشه داشته باشند.
- بالا بودن وزن مخصوص الیاف پلیمری شیشه نسبت به انواع الیاف کربن
- حساس بودن فیبر شیشه نسبت به سایش در حین حمل و نقل
- مقاومت پایین در برابر خستگی الیاف شیشه
- شکننده و ترد بودن الیاف شیشه‌ای
- سختی زیاد الیاف شیشه و در نتیجه سایش قالب‌ها و کند‌شدن ابزار برش در کارهای کامپوزیتی

## انواع الیاف شیشه
حدود ۹۰ درصد الیاف مورد استفاده در کامپوزیت‌های مهندسی الیاف شیشه می‌باشد. الیاف شیشه استحکام و سختی مناسبی دارد، خواص مکانیکی خود را در دماهای بالا حفظ می‌کند، مقاومت رطوبت و خوردگی مناسبی دارد و به نسبت ارزان است. تقسیم‌بندی شش نوع الیاف شیشه و ترکیب درصدهای آن در زیر نشان داده شده‌است:
- glass- E از نوع عایق الکتریکی که گرفته‌شده از کلمه Electrical می‌باشد.
- glass- M با مدول بالا که گرفته‌شده از کلمه Modulus می‌باشد.
- glass-S مقاومت مکانیکی بالا که گرفته‌شده از کلمه Strengthمی‌باشد.
- glass-c با مقاومت شیمیایی خوب که گرفته‌شده از کلمه Chemical می‌باشد.
- glass-ECR با مقاومت خوردگی بالا که گرفته‌شده از عبارت  Extra corrosion Resistance می‌باشد.
- glass-D با ثابت دی الکتریک بالا که گرفته‌شده از کلمه Dielectric می‌باشد.

## کاربرد
الیاف شیشه در مقاوم‌کردن دیوارها، ستون‌ها و تیرها نقش بسزایی دارند. علاوه بر این در صنایع الکتریکی، لوازم بهداشتی، صنایع دریایی و دیگر مصارف نیز می‌توان از فیبرهای شیشه استفاده نمود. کامپوزیت‌های شیشه در مقاوم‌سازی ساختمان‌های بتن مسلح و آجری بسیار کاربرد دارند و مقاومت و شکل‌‌پذیری ستون‌هاو دیوارها را به مقدار قابل توجهی افزایش می‌دهند. فیبرهای شیشه عمر سازه را بالاتر برده و در هنگام تغییر کاربری سازه یا افزایش بارهای وارد بر آن توانایی مقاوم‌سازی سازه را به میزان قابل توجهی دارند. همچنین یکی از مصالحی که می‌توان جایگزین فولاد در بتن‌های مسلح گردد، فیبر شیشه می‌باشد. مسلح‌کردن بتن با فیبر شیشه به جای میل‌گرد سبب کاهش وزن بتن شده و سبب حذف کامل آسیب‌های ناشی ازخوردگی و فرسایش فولاد می‌شود.
- مصارف الکتریکی
- بدنه هواپیما
- تهیه‌ی خمیر قالب گیری
- پارچه‌های ضد آتش
- افزایش مقاومت بتن و سایر چسباننده‌های سازه‌ای
- تعمیر سطحی بتن و ترک‌های آن
- استفاده در صنایعی مانند ساخت تجهیزات لوازم خانگی، تجهیزات ورزشی، ساخت اعضاء مصنوعی بدن، وسایل خودرو و …

## روش تولید

### ۱ - روشذوبغیر مستقیم
مواد مذاب پس از تولید و کف‌گیری از طریق راهگاه‌هایی که دارای انشعاب هستند، از کوره‌ی ذوب به بخش تجهیزات گلوله‌سازی انتقال می‌یابند. پس از عبور کردن از راهگاه با دمای ۱۱۵۰ درجه سانتی‌گراد به مرحله‌ی گلوله‌زنی وارد می‌شوند. در این مرحله با حرکت رفت و برگشتی و برخورد به صفحه‌ی کشویی بر روی دو استوانه‌ی شیار دار دوار مارپیچی با چرخش در خلاف جهت یکدیگر قرار می‌گیرند. به این مواد مذاب به اصطلاح لقمه می‌گویند که دارای وزن مشخصی هستند. خروجی شیارهای استوانه‌ای به صورت گلوله‌ای است به قطر حدودی ۱۹ تا ۲۵ میلی‌متر که وزن هر گلوله ۱۹ میلیمتری ۱۱ گرم است و نرخ تولید ماشین‌های گلوله زنی ۴٫۵ تن در روز می‌باشد.

### ۲ - روش ذوب مستقیم
مذاب شیشه در این روش پس از عملیات کف‌گیری به وسیله‌ی کانال هادی مذاب مستقیم به راهگاه‌های منتهی به سیستم بوشینگ انتقال می‌یابد و بعد از طی‌کردن تمام مراحل کشش تا تولید الیاف در فرایندی مشابه روش ذوب غیرمستقیم دنبال می‌شود. بنابراین فرایند در این روش، از ذوب شیشه تا تولید الیاف شیشه با پیوستگی ادامه می‌یابد و مرحله‌ی تولید گلوله‌های شیشه‌ای حذف می‌گردد.

#### مقایسه روش‌های تولید
در روش ذوب مستقیم تولید مستمر و افزایش نرخ تولید وجود دارد و به علت عدم وجود مرحله گلوله‌سازی زمان تولید کاهش و سرعت تولید افزایش می‌یابد. مصرف مواد در جریان ساخت، هزینه‌های سربار و هزینه نصب کاهش پیدا می‌کند. همچنین با استفاده از فلزات خانواده پلاتین به میزان ۳ الی ۵ بار نیز هزینه‌ها کم می‌شود که سبب تولید اقتصادی‌تر این روش برای ظرفیت‌های بالاتر از ۵۰۰۰ تن در سال می‌شود. این در حالی است که در روش غیر مستقیم با مجزا بودن مراحل ذوب شیشه از تولید الیاف، امکان تولید گلوله در یک زمان و انبار‌کردن آن‌ها و تولید الیاف شیشه در زمانی دیگر امکان‌پذیر است. در این روش به علت انعطاف‌پذیری بالا، تغییر نوع محصول از الیاف شیشه به سهولت انجام می‌گیرد و امکان فروش گلوله به سایر مجموعه‌ها یا خرید گلوله از آن‌ها ممکن است. سرمایه‌گذاری و راه‌اندازی واحدهای تولید گلوله و الیاف شیشه و ادامه فعالیت هرکدام از واحدهای گلوله‌سازی و تولید الیاف به هنگام انجام تعمیرات در واحد دیگر در این روش وجود دارد و برای ظرفیت‌های کمتر از ۵۰۰۰ تن تولید اقتصادی است.